# Hank Mann
Hank Mann, pseudonimo di David William Lieberman (New York, 28 maggio 1887 – South Pasadena, 25 novembre 1971), è stato un attore statunitense.
Noto comico nell'era del cinema muto, è considerato l'ideatore dei Keystone Cops.

## Biografia
Le origini di Mann sono incerte: secondo alcune fonti sarebbe nato a New York il 28 maggio 1887, mentre secondo altre sarebbe nato nel 1888 in Russia per poi emigrare con la sua famiglia, tre anni più tardi, negli Stati Uniti d'America. Cominciò la sua carriera di attore nel 1912 lavorando per Mack Sennett e interpretando uno dei Keystone Cops. Nel 1914 recitò insieme a Charlie Chaplin in Il fortunoso romanzo di Tillie, Charlot falso barone, Charlot e la partita di boxe e Mabel si marita. Terminato il sodalizio con Sennett, Mann collaborò con altri produttori tra cui William Fox.
Noto per i suoi ruoli comici, durante gli anni 1920 Hank Mann iniziò a recitare in generi cinematografici differenti come i film drammatici e i western. Con l'avvento del sonoro e il superamento dello slapstick, Mann si dovette reinventare in ruoli di comparsa. Una delle sue apparizioni più famose fu nel cortometraggio dei tre marmittoni Men in Black (1934), oltre ad altre comparse in film quali Mr. Smith va a Washington (1939) diretto da Frank Capra e Il mistero del falco (1941) diretto da John Huston. Durante gli anni 1950 fece da supporto a comici quali Jerry Lewis e Gianni e Pinotto.
Come riconoscimento del suo contributo all'industria cinematografica, ad Hank Mann è stata dedicata nel 1960 una stella nella Hollywood Walk of Fame sulla 6300 Hollywood Boulevard.
Hank Mann morì il 25 novembre 1971 a South Pasadena, in California. È sepolto nel mausoleo Hall of David nell'Hollywood Forever Cemetery a Hollywood.

## Filmografia parziale

### Cinema
- Hoffmeyer's Legacy, regia di Mack Sennett  (1912)
- The Cheese Special  (1913)
- Charlot entra nel cinema (A Film Johnnie), regia di George Nichols  (1914)
- Charlot al ballo (Tango Tangles), regia di Mack Sennett (1914)
- L'appuntamento di Charlot (Twenty Minutes of Love), regia di Joseph Maddern e Charlie Chaplin (1914)
- Charlot falso barone (Caught in a Cabaret), regia di Mabel Normand (1914)
- Charlot e la partita di boxe (The Knockout), regia di Mack Sennett (1914)
- Mabel si marita (Mabel's Married Life), regia di Mack Sennett (1914)
- Charlot pittore (The Face on the Bar Room Floor), regia di Charlie Chaplin (1914)
- Il fortunoso romanzo di Tillie (Tillie's Punctured Romance), regia di Mack Sennett (1914)
- A Dash of Courage, regia di Charley Chase (1916)
- A Bon-Bon Riot, regia di Hank Mann (1917)
- Lo sciacallo (Quincy Adams Sawyer), regia di Clarence G. Badger (1922)
- Pandemonio (A Noise in Newboro), regia di Harry Beaumont (1923)
- The Wanters, regia di John M. Stahl (1923)
- Hollywood, regia di James Cruze (1923)
- Empty Hands, regia di Victor Fleming (1924)
- Cuore di combattente (The Fighting Heart), regia di John Ford (1925)
- The Boob, regia di William A. Wellman (1926)
- The Skyrocket, regia di Marshall Neilan (1926)
- Passione di principe (Paid to Love), regia di Howard Hawks (1927)
- Oasi dell'amore (Fazil), regia di Howard Hawks (1928)
- Io... e l'amore (Spite Marriage), regia di Edward Sedgwick (1928)
- Amore e guerra (Morgan's Last Raid), regia di Nick Grinde (1929)
- L'affare Donovan (The Donovan Affair), regia di Frank Capra (1929)
- La stella della Taverna Nera (Her Man), regia di Tay Garnett (1930)
- Luci della città (City Lights), regia di Charlie Chaplin (1931)
- Three Girls Lost, regia di Sidney Lanfield (1931)
- Scarface - Lo sfregiato (Scarface), regia di Howard Hawks e Richard Rosson (1932)
- Io e la mia ragazza (Me and My Gal), regia di Raoul Walsh (1932)
- Capriccio spagnolo (The Devil Is a Woman), regia di Josef von Sternberg (1935)
- Tempi moderni (Modern Times), regia di Charlie Chaplin (1936)
- L'uomo senza volto (Preview Murder Mystery), regia di Robert Florey (1936)
- Il falco nero (Call of the Prairie), regia di Howard Bretherton (1936)
- New York si diverte (You Can't Have Everything), regia di Norman Taurog (1937)
- Josette, regia di Allan Dwan (1938)
- Charlie Chan a Reno (Charlie Chan in Reno), regia di Norman Foster (1939)
- Hollywood Cavalcade, regia di Irving Cummings, Buster Keaton e Malcolm St. Clair (1939)
- Mr. Smith va a Washington (Mr. Smith Goes to Washington), regia di Frank Capra (1939)
- Il grande dittatore (The Great Dictator), regia di Charlie Chaplin (1940)
- Arriva John Doe! (Meet John Doe), regia di Frank Capra (1941)
- I tre moschettieri del Missouri (Bad Men of Missouri), regia di Ray Enright (1941)
- Il mistero del falco (The Maltese Falcon), regia di John Huston (1941)
- Ribalta di gloria (Yankee Doodle Dandy), regia di Michael Curtiz (1942)
- Il fantasma dell'Opera (Phantom of the Opera), regia di Arthur Lubin (1943)
- Maestri di ballo (The Dancing Masters), regia di Malcolm St. Clair (1943)
- Arsenico e vecchi merletti (Arsenic and Old Lace), regia di Frank Capra (1944)
- I fratelli di Jess il bandito (The Younger Brothers), regia di Edwin L. Marin (1949)
- Segretaria tutto fare (Miss Grant takes Richmond), regia di Lloyd Bacon (1949)
- Un giorno a New York (On the Town), regia di Stanley Donen e Gene Kelly (1949)
- Più forte dell'odio (Montana), regia di Ray Enright (1950)
- Bill sei grande! (When Willie Comes Marching Home), regia di John Ford (1950)
- Un posto al sole (A Place in the Sun), regia di George Stevens (1951)
- Il cantante matto (The Stooge), regia di Norman Taurog (1952)
- Viaggio al pianeta Venere (Abbott and Costello Go to Mars), regia di Charles Lamont (1953)
- Gianni e Pinotto contro il dottor Jekyll (Abbott and Costello Meet Dr. Jekyll and Mr. Hyde), regia di Charles Lamont (1953)
- La magnifica preda (River of No Return), regia di Otto Preminger (1954)
- Brigadoon, regia di Vincente Minnelli (1954)
- Abbott and Costello Meet the Keystone Kops, regia di Charles Lamont (1955)
- Il mistero della piramide (Abbott and Costello Meet the Mummy), regia di Charles Lamont (1955)
- La legge del Signore (Friendly Persuasion), regia di William Wyler (1956)
- I peccatori di Peyton (Peyton Place), regia di Mark Robson (1957)
- Il balio asciutto (Rock-A-Bye Baby), regia di Frank Tashlin (1958)
- ...e l'uomo creò Satana (Inherit the Wind), regia di Stanley Kramer (1960)

### Televisione
- Mickey Rooney Show (The Mickey Rooney Show) – serie TV, episodio 1x32 (1955)
- La valle dell'oro (Klondike) – serie TV, episodio 1x04 (1960)

## Doppiatori italiani
- Cesare Polacco in Un giorno a New York